# Церковь Рождества Девы Марии (Трабы)
Церковь Рождества Пресвятой Девы Марии (бел. Касцёл Нараджэння Найсвяцейшай Панны Марыі) — католический храм в деревне Трабы, Гродненская область, Белоруссия. Относится к Ивьевскому деканату Гродненского диоцеза. Памятник архитектуры в стиле неоготики построен в 1772 году. Включён в Государственный список историко-культурных ценностей Республики Беларусь.

## История

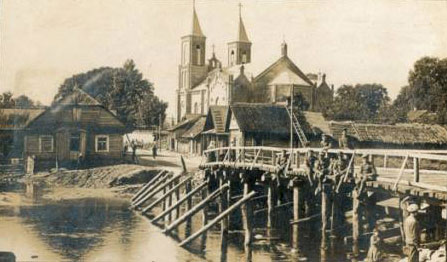
Храм на фотографии 1915 года

В 1534 году воевода виленский Альбрехт Гаштольд профинансировал новый деревянный храм в честь Рождения Пресвятой Девы Марии, это название он носит и поныне.
Первые письменные упоминания Трабов относятся к XV веку, в 1410 году здесь основан католический приход. В 1534 году воевода виленский Альбрехт Гаштольд профинансировал здесь был построен деревянный костёл.
В 1886 году настоятелем Трабского прихода был ксендз Павел Сухоцкий.
Деревянные святыни сменяли друг друга на протяжении веков, пока с началом XX в. верующие во главе с тогдашним настоятелем кс. Павлом Сухоцким не решили построить здесь уже каменный костел.
В 1900—1905 годах на месте старого деревянного был построен неоготический каменный храм.
В 1907 году настоятелем Трабского прихода был ксендз Иосиф Чаглис.
Освящён новый храм был только в 1928 году под историческим титулом Рождества Пресвятой Девы Марии..
Великая Отечественная война была тяжелым периодом для трабского прихода. В 1940 году был замучен преступниками ксендз Вацлав Родзька, который был похоронен при храме. Его последователя ксендз Станислава Зубкевича расстреляли гитлеровцы в 1941 году.
Другой настоятель ксендз Роман Мисевич казнен советскими партизанами и умер 12 сентября 1943 года. Кс. Франциск Цыбульский расстрелян немцами как заложник 10 марта 1943 года в Лиде и похоронен на лидских кладбище в районе Слободка. Ксендза Петра Араньского убили советские в 1944, и он был похоронен в Гольшанах.

## Архитектура
Церковь Рождества Девы Марии — двухбашенный прямоугольный в плане храм с пятигранной апсидой и небольшим трансептом. Основной объём накрыт двухскатной крышей, трёхъярусные башни — высокими шатрами. Рукава трансепта прилегают одновременно к основному объёму и апсиде, накрыты двускатными крышами, которые с трех сторон закрыты щитами. Стены ритмично расчленены контрфорсами и стрельчатыми оконными проемами. Внутри храм разделен колоннами на три нефа. Центральный неф перекрыт цилиндрическим сводом с распалубкой, боковые — крестовыми. Над входом — хоры

## Иконы
Икона Яна Непомука (Яна Непомуцкого), написанная в 1732 году и ныне находящаяся в коллекции Музея древнебелорусской культуры (инв. КП-344, Ж-84).